# Universitat eclesiàstica
Una universitat eclesiàstica o universitat eclesiàstica pontifícia és un tipus d'universitat que forma part de l'estructura de l'Església Catòlica, a diferència de les universitats catòliques.

## Característiques
Segons els cànons 815-821 del Codi de Dret Canònic "les universitats i facultats eclesiàstiques només poden establir-se per erecció de la Seu Apostòlica o amb aprovació concedida per aquesta, a ella competeix també la suprema direcció d'aquestes. (...) Totes les universitats i facultats eclesiàstiques han de tenir els seus propis estatuts i el seu pla d'estudis aprovats per la Seu Apostòlica. (...) Cap universitat o facultat que no hagi estat erigida o aprovada per la Seu Apostòlica, pot atorgar graus acadèmics que tinguin efectes canònics a l'Església".
Una universitat eclesiàstica ha de ser erigida per la Santa Seu i de tenir les tres facultats eclesiàstiques de Teologia, Filosofia i Dret Canònic i almenys una altra facultat. En aquestes facultats es formen els futurs sacerdots, tot i que no estan exclusivament dirigides a aquest públic. Els bisbes han de convidar als joves a anar-hi a estudiar, segons indica el cànon 819 del Codi de Dret Canònic.
La Facultat de Teologia de Catalunya és reconeguda com una universitat eclesiàstica per l'Església Catòlica.